# Unigine
 (octobre 2013).
Unigine est un moteur de jeu écrit en C++. Il est développé par Unigine Corp, dont le siège social se trouve actuellement au Luxembourg (historiquement à Tomsk, Russie), le bureau de recherche et développement à Tomsk (Russie) et les bureaux de marketing à Saint-Pétersbourg (Russie).

## Propriétés d'Unigine
Unigine est un moteur de jeu comparable à Unreal Engine ou CryEngine. C'est un moteur de jeu complet, fournissant moteur 3D, moteur son, moteur physique, un système de script grâce à l'UnigineScript, un éditeur de niveau et des plugins pour 3ds Max, Maya.
Il utilise OpenAL pour le son. Il est capable d'utiliser OpenGL 4.0, OpenGL ES 2.0, DirectX 9, 10 et 11. Il est aussi multi-plateforme (Windows, Linux, Mac OS X, PS4, iOS).
Les versions Engineering et Sim de ce moteur supportent la double-précision des coordonnées.
Depuis la version 2.11 sortie le 10 avril 2020, le moteur, alors payant, a fait le choix de sortir une édition dite « Community », gratuite pour les usages éducatifs, non-commerciaux et commerciaux dont le revenu ou le financement est inférieur à 100 000 dollars américains par an.

## Test de performance
L'éditeur met à disposition des outils pour tester ou comparer la puissance graphique d'ordinateurs, en versions gratuitement et payante, à l'instar de et en concurrence avec 3DMark. Pour comparer, il suffit d'utiliser les mêmes paramètres ou les mêmes pré-réglages.
Le logiciel sauvegarde les résultats dans des fichiers .html (Sanctuary, Tropics, Heaven et Valley), .score ou .png (Superposition).

### Liste des différentes versions du benchmark
| Version       | Mise à jour       | Détails | Date de sortie | Moteur Graphique | API Graphique                          | Statut                                 |
| ------------- | ----------------- | --- | -------------- | ---------------- | -------------------------------------- | -------------------------------------- |
| Sanctuary     | v2.3 (2010-05-25) | Intérieur d'un mausolée - Transparence, réflexion, réfraction, brume, ambiance Options du menu principal : - Choix API graphique - 3D Stéréoscopie - Occlusion ambiante - Shaders : low / medium / high - Anisotropy : 1 / 2 / 4 / 8 / 16 - Anti-crénelage : OFF / 2x / 4x / 8x - Plein écran ou fenêtre - Large choix de définitions Options de rendu sélectionnables pendant la démo : - Translucidité - Mappage de parallax - Occlusion ambiante - Réflexion - Réfraction - Ombres volumétriques - Lueur - DOF (Depth Of Field) : Profondeur de champs - HDR (High Dynamic Range) : meilleur gestion des contrastes, éblouissements et reflets | 2007           | Unigine 1        | DirectX 9 DirectX 10 DirectX 11 OpenGL | archive version complète gratuite      |
| Tropics       | v1.3 (2010-05-25) | Île au milieu de l'océan - Défilement du temps (matin, jour, nuit) - Excellent rendu de l'eau et des vagues Options du menu principal : - Choix API graphique - 3D Stéréoscopie - Occlusion ambiante - Réflexion - Shaders : low / medium / high - Anisotropy : 1 à 16 - Anti-crénelage : OFF / 2x / 4x / 8x - Plein écran ou fenêtre - Large choix de définitions Options de rendu sélectionnables pendant la démo : - Occlusion ambiante - Réflexion - Réfraction - Ombres volumétriques | 2008           | Unigine 1        | DirectX 9 DirectX 10 DirectX 11 OpenGL | archive version complète gratuite      |
| Heaven        | v4.0 (2013-02-12) | Forteresse médiévale avec plusieurs îles flottant dans les airs - Défilement du temps (matin, jour, nuit) - Forte utilisation de la tessellation Contient 2 pré-réglages de test : - "Basic" = DirectX 9 / 1280x720 / medium / 2x - "Extreme" = DirectX 11 / 1600x900 / ultra / 8x / Tessellation Options du menu principal : - Choix API graphique - Qualité - Tessellation (pavage = texture en relief) - 3D Stéréoscopie - Multi-écran - Anti-crénelage : OFF / 2x / 4x / 8x - Plein écran ou fenêtre - Large choix de définitions Options sélectionnables pendant la démo : - Occlusion ambiante - Ombres volumétriques - Réfraction - Tessellation | 2009           | Unigine 1        | DirectX 9 DirectX 11 OpenGL            | Basic (gratuit) Advanced Professionnel |
| Valley        | v1.0 (2013-02-14) | Collines / Montagnes boisées à perte de vue - Défilement du temps (matin, jour, nuit) - Changements climatiques (ensoleillement, pluie, éclairs, vents violents) - Fluidité des zooms Contient 3 pré-réglages de test : - "Basic" = DirectX 9 / 1280x720 / medium / 2x - "Extreme" = DirectX 11 / 1600x900 / ultra / 8x - "Extreme HD" = DirectX 11 / 1920x1080 / ultra / 8x Options du menu principal : - Choix API graphique - Qualité - Tessellation (pavage = texture en relief) - 3D Stéréoscopie - Multi-écran - Anti-crénelage : OFF / 2x / 4x / 8x - Plein écran ou fenêtre - Large choix de définitions Options sélectionnables pendant la démo : - Occlusion ambiante - Ombres volumétriques - Flou de mouvement (Motion Blur)                                       | 2013           | Unigine 1        | DirectX 9 DirectX 10 DirectX 11 OpenGL | Basic (gratuit) Advanced Professionnel |
| Superposition | v1.1 (2019-04-12) | Salle de laboratoire avec machine expérimentale en son centre - Rendu photo-réaliste extrême - Comportement physique réaliste Contient 6 pré-réglages de test : - "720p Low" = DirectX / 1280x720 / low - "1080p Medium" = DirectX / 1920x1080 / medium - "1080p High" = DirectX / 1920x1080 / high - "1080p Extreme" = DirectX / 1920x1080 / extreme - "4K Optimized" = DirectX / 3840x2160 / 4K optimized - "8K Optimized" = DirectX / 7680x4320 / 8K optimized Options du menu principal : - Choix API graphique - Plein écran ou fenêtre - Large choix de définitions - Shaders - Textures - Profondeur de champs (Depth Of Field : DOF) - Flou de mouvement (Motion Blur) - 3D Stéréoscopie (onglet différent) Pas de possibilité de modifier les options pendant la démo | 2017           | Unigine 2        | DirectX OpenGL                         | Basic (gratuit) Advanced Professionnel |